# El Arrebato
Francisco Javier Labandón Pérez (Sevilla, 1 de septiembre de 1972), más conocido por el nombre artístico de El Arrebato, es un cantautor español de rumba-pop y flamenco.

## Biografía
De familia paterna de Sevilla y familia materna de Barbate, comenzó su carrera artística sobre 1985 y su carrera discográfica en 1988 sacando su primer disco con el grupo Piel morena en el que le acompañaban 2 grandes amigos de su Sevilla natal. Con ellos cosechó sus primeros éxitos hasta el 8 de septiembre de 1998, cuando Piel Morena se disolvió definitivamente tras varios cambios en la formación. 
El Arrebato mandó una maqueta a Dioni un integrante de Camela, este se la envió a su discográfica, EMI, la cual apostó por él y decidió grabar lo que sería el primer disco de El Arrebato: Poquito a poco, con el que logró un éxito muy superior al que había tenido con Piel Morena y mucho mayor del que él mismo esperaba.
Campamento Labandón es el séptimo álbum de estudio de El Arrebato que salió el 2 de octubre de 2012 y mantiene en la cumbre una impecable carrera que comenzó con Poquito a poco (2001) para continuar con Una noche con arte (2003), Que salga el sol por donde quiera (2004), Un cuartito para mis cosas (2006), Mundología (2008) y Lo que el viento me dejó (2010) a los que hay que añadir un Grandes éxitos publicado en 2006.
Son álbumes que han conseguido multiplatinos, elegidos por votación popular en TVE premio Disco del Año (Que salga el sol por donde quiera) en 2005 y que han situado a El Arrebato como uno de los grandes de la música española por su capacidad de conectar con el latido de la calle. El Himno Oficial del Centenario del Sevilla se ha convertido en un emblema, en un ejemplo más de su alcance popular y de su inspiración para unir generaciones.
En estos ocho años, El Arrebato ha lanzado canciones como Duele, Ojú lo que la quiero, Hoy me dio por ser honesto, Poquito a poco, Ve despacito, Háblame del sur, A mí na’ ma’, Búscate un hombre que te quiera, Por un beso de tu boca, Un amor tan grande, Una noche con arte, No puedo más, Dame cariño, Hoy todo va a salirme bien, Mirando pa ti, No lo entiendo, Durmiendo en tu ombligo, Si la hubieras visto, Antonio y Victoria,... Son temas que se han incrustado en la memoria popular a los que ahora se une Aquí me tienes, el primer sencillo de su nuevo álbum Campamento Labandón.
Fue asesor de Rosario Flores en la Voz Kids España a partir de enero de 2017.
En 2019, promocionó por toda España  Abrazos, su décimo disco conmemorativo de sus 20 años de carrera en solitario. En este canta canciones de pasados discos que fueron algunos de sus mayores éxitos. En Abrazos canta junto a artistas como Antonio José, Miguel Poveda o India Martínez entre otros; así como 2 canciones inéditas: En el último minuto (sacada como single en solitario) y Primaveras en el pelo (una colaboración con Miguel Poveda).
A finales de 2020 publicó la reedición del disco conmemorativo de sus 20 años en la música como solista, al que llamó + Abrazos (Edición especial), que contiene las canciones del disco Abrazos más 4 canciones extra: rodeado de grandes figuras de la talla de El Barrio, Miguel Poveda, Rosana, Pastora Soler, India Martínez o Sarayma.
Este trabajo discográfico incluye dos nuevas colaboraciones: la emblemática canción ‘Poquito A Poco’ junto al dúo Camela y ‘Dime Tu Nombre’ junto a los jóvenes Lérica. Dos clásicos del artista que vuelven a la vida renovados gracias a estas colaboraciones llenas de talento y complicidad.
Además, +ABRAZOS también incluye dos canciones inéditas cantadas en solitario: Como ‘Paco y Su Guitarra’ y ‘Que Ganen Los Buenos’. Dos sencillos bajo el sello inconfundible del artista que prometen convertirse en nuevos clásicos atemporales.

## Discografía
- 2001: Poquito a poco
- 2003: Una noche con arte
- 2004: Que salga el sol por donde quiera
- 2005: Grandes éxitos
- 2006: Un cuartito pa' mis cosas
- 2008: Mundología
- 2010: Lo que el viento me dejó
- 2012: Campamento Labandón
- 2014  La música de tus tacones[1]
- 2017: Músico de guardia
- 2019: Abrazos
- 2020: + Abrazos (Edición especial)
- 2023: Una Tarde Cualquiera

## Colaboraciones
- Camela - Mi gente (con El Arrebato) - 2004
- El Arrebato - Una noche con arte (con Papa Levante) - 2005
- El Arrebato - Me gusta lo que soy (con Los Delinqüentes) - 2005
- Haze - Que de personaje! 2 (con El Arrebato) - 2005
- El Arrebato - Hoy me dio por ser honesto (con Antonio Vega) - 2006
- El Arrebato - Quiero verte (con Raimundo Amador) - 2008
- Los Chichos - Quiéreme con alegría (con El Arrebato) - 2008
- Dioni Martín - Rocío (con El Arrebato) - 2010
- El Arrebato - Durmiendo en tu ombligo (con Vanesa Martín) - 2010
- Los Rebujitos - El niño pena (con El Arrebato) - 2011
- Javi Cantero - El que no tiene nombre
- El Arrebato - "Si la hubieras visto” (con El Barrio) - 2019
- El Arrebato - "Aquí me tienes” (con Antonio José) - 2019
- El Arrebato - "Que salga el sol por donde quiera” (con Abraham Mateo) - 2019
- El Arrebato - "Primaveras en el pelo” (con Miguel Poveda) - 2019
- El Arrebato - "Pequeñeces” (con Pastora Soler) - 2019
- El Arrebato - "En el número 14” (con Boana y Labandón y su Bandón) - 2019
- El Arrebato - "A mí na ma” (con Sarayma) - 2019
- El Arrebato - "Una noche con arte” (con Rosana) - 2019
- El Arrebato - "Un amor tan grande” (con India Martínez) - 2019
- El Arrebato - "Cuando quieras quiero” (con Alicia Jiménez) - 2019
- El Arrebato - "Poquito a poco” (con Camela) - 2020
- El Arrebato - "Dime tu nombre” (con Lérica) - 2020

## Conciertos en 2020
- Roquetas de Mar, 25 de enero de 2020

- Elche, 8 febrero
- Madrid, 10 febrero
- Salamanca, 20 febrero
- Granada, 28 febrero
- Sevilla, 29 febrero
- Vigo, 13 marzo
- Gijón, 14 marzo
- Barcelona, 17 abril
- Barcelona, 18 abril
- Girona, 19 abril
- Huelva, 9 mayo
- Zaragoza, 29 mayo